# 夏昭儀
昭儀夏氏（しょう ぎかし、? - 1115年）は、北宋の徽宗の妃嬪。

## 生涯
初め端王趙佶（後の徽宗）の側女を務めた。端王は若い頃から女色家で、18歳で皇帝に即位する以前に、側室や側女などがすでに48人いた。端王が皇帝に即位した後、夏氏は初め典闈（皇帝の側女、正七品）となり、建中靖国元年12月（西暦で1102年）に安定郡君に封ぜられた。政和元年（1111年）6月24日、才人にいたった。
政和5年（1115年）11月、薨去し、昭儀（嬪、正二品）を追贈された。

## 伝記資料
- 『宋史』
- 『宋会要輯稿』